# 澳門2015年度頒授勳章、獎章和獎狀名單
澳門2015年度頒授勳章、獎章和獎狀名單於2015年11月19日由澳門特別行政區行政長官崔世安簽署，並於《澳門特別行政區政府公報》公布，共有63位人士、團體、機構分別獲授勳，表揚他們在個人成就、社會貢獻或服務澳門特別行政區方面有傑出的表現。勳章、奬章和奬狀頒授儀式於2015年12月9日在澳門文化中心綜合劇院舉行。

## 榮譽勳章
金蓮花榮譽勳章
- 陳麗敏
- 譚伯源
- 張國華
- 白英偉

銀蓮花榮譽勳章
- 黎鴻昇
- 冼為鏗
- 陳明金
- 陳錦鳴

## 功績勛章
專業功績勛章
- 江麗莉
- 梁官漢
- 尹思哲
- 仁伯爵綜合醫院精神科醫護團隊

工商功績勛章
- 何慶
- 澳門銀行公會
- 南光（集團）有限公司
- 何榮祥

旅遊功績勛章
- 澳門國際機場專營股份有限公司
- 萬豪軒酒家
- 聯邦大酒樓
- 柯海帆

教育功績勛章
- 澳門天主教學校聯會
- 阮美芬
- 歐宇雄
- 郭月金

文化功績勛章
- 歐平
- 連家生
- 蕭春源（蕭彼德）
- 陳浩星

仁愛功績勳章
- 林婉妹
- 文漢光
- 湯福榮
- 明德慈善會
- 澳門同濟慈善會

體育功績勳章
- 澳門羅梁體育總會
- 謝廣漢
- 黃明祥
- 王遠遠
- 蘇楚雯
- 澳門花樣游泳隊

## 傑出服務獎章
勞績獎章
- 姍桃絲
- 江超華
- 林惠玲
- 吳麗嫦
- Fernanda Cardoso
- 李學明

社會服務獎章
- 陳淑鈿
- 蘇玉蓮
- 黃敏儀
- 吳聯盟
- 鄭楓林（鄭林）
- 庄麗華

## 獎狀
榮譽獎狀
- 香港醫院管理局

功績獎狀
- 呂艷蘭
- 周昊天
- 周家熙
- 馬英
- 張清雯
- 張少燕
- 蘇嘉鳳
- 蔡嘉淇
- “美國高中數學競賽”澳門區代表隊
- 培正中學水底機械人小組
- 澳門大學游泳隊